# Cimetière de Lakeview
Le cimetière de Lakeview (en anglais : Lake View Cemetery) est un cimetière de Seattle, aux États-Unis. Son nom provient de sa situation près du lac Washington. À l'origine, il s'agit d'un cimetière franc-maçon.
Arthur Armstrong Denny, Bruce Lee, Brandon Lee, Denise Levertov et John Davison Rockefeller comptent parmi les personnes les plus notables qui ont leur tombe dans ce cimetière.
Un mémorial militaire consacré à la Nisei (二世, « deuxième génération »), c'est-à-dire aux enfants nés aux États-Unis d'immigrants japonais, qui ont participé à la Seconde Guerre mondiale.